# Маленькі монстри (фільм, 2019)
«Маленькі монстри» (англ. Little Monsters) — австралійсько-американсько-британський комедійний фільм жахів 2019 року, автором оригінального сценарію та режисером є австралієць Ейб Форсайт. У ньому знялися такі актори, як Люпіта Ніонго, Олександра Англія, Кет Стюарт, Дизель Ла Торрака та Джош Ґад.
Світова прем'єра фільму відбулася на кінофестивалі «Санданс» 27 січня 2019 року.

## Сюжет
Після розриву з дівчиною, ледачий та без будь-яких планів на майбутнє, хлопець Дейв перебирається пожити до своєї сестри. Там він проводить свої дні байдикуючи та навчаючи свого малого племінника поганими словам. Коли виникає можливість узяти участь в організації екскурсії для дошкільнят разом із чарівною та загадковою вихователькою міс Керолайн, Дейв одразу погоджується. Те, чого він зовсім не очікував від екскурсії, — це участь у ній Тедді МакГіггла, ненависної телевізійної зірки програм для дітей, який теж бере участь у екскурсії. Чого він очікував ще менше, — це нападу зомбі, який стався саме під час екскурсії в парку відпочинку. Зомбі потрапили до парку з сусідньої військової бази де стався невдалий науковий експеримент. Озброєні лише винахідливістю дошкільнят, Дейв, міс Керлалайн і Тедді повинні полишити всі свої суперечки і працювати всі разом, щоб залишитися живими та втекти від монстрів що їдять все живе навкруги.

## У ролях
- Люпіта Ніонго — вихователька міс Керолайн
- Олександр Інгленд — Дейв
- Кейт Стюарт — Тесс
- Дизель Ла Торрака — Фелікс
- Джош Ґад — ведучій телезірка програм для дітей Тедді МакГігл
- Чарлі Вітлі — Макс

## Виробництво
У жовтні 2017 року було оголошено, що Люпіта Ніонго та Джош Ґад приєдналися до акторської складу фільму, а Ебе Форсайт буде режисером майбутнього фільму за власним сценарієм. Кіт Калдер, Джесс Калдер, Бруна Папандреа будуть виступати продюсерами фільму від компаній Snoot Entertainment та Make Up Stories. Кінокомпанія Screen Australia фінансуватиме та відповідатиме за виробництво фільму.

## Вихід фільму на екрани
Світова прем'єра фільму відбулась на кінофестивалі «Санданс» 27 січня 2019 року. Незабаром після цього компанії Неон і стримінговий сервіс Хулу придбали права на розповсюдження фільму. Прокат фільму пройде у Великій Британії та Ірландії 15 листопада 2019 року.

## Критика
Фільм має 93 % рейтинг схвалення на вебсайті агрегатора рецензій Rotten Tomatoes, заснований на 41 огляді, із середньозваженим рівнем 7,3 / 10. Щодо Metacritic, фільм має рейтинг 59 із 100 на основі 8 критиків, що вказує на «змішані або середні відгуки».